# 上溫德山
47°20′34″N 7°34′47″E / 47.34278°N 7.57972°E

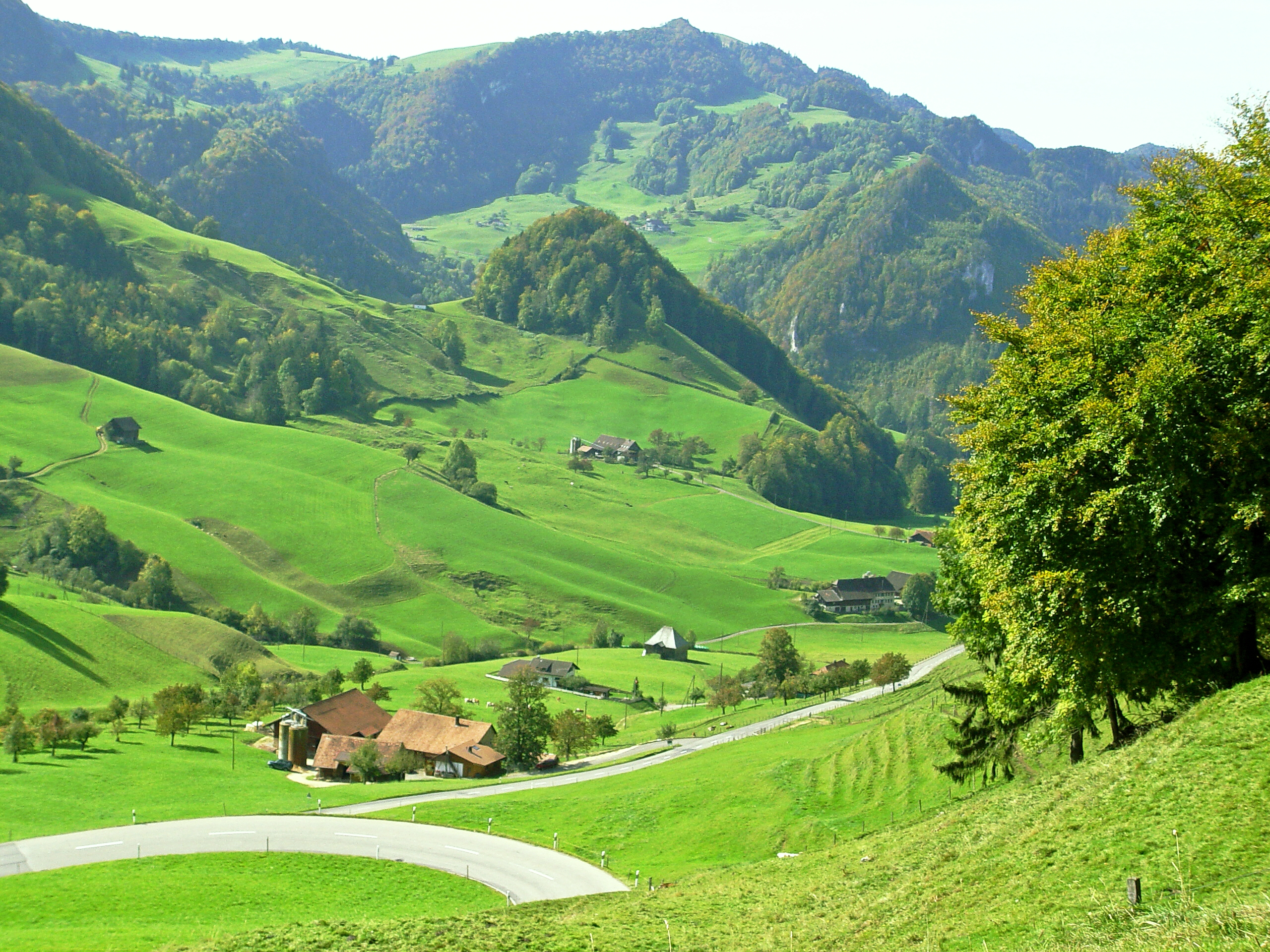

上溫德山（Hohe Winde），（Hohe Winde）是瑞士的山峰，位於該國北部，由索洛圖恩州負責管轄，屬於汝拉山的一部分，海拔高度1,204米，該山峰在中世紀時期設有礦場。